# Vinko Krišković
Vinko Krišković (Senj, 16. svibnja 1861. – Zürich, 6. studenoga 1952.) bio je hrvatski šekspirolog, političar, pravnik i podban.

## Obrazovanje i rad u upravi
Vinko Krišković rodio se u Senju 16. svibnja 1861. godine u obitelji uglednog trgovca i brodovlasnika Antuna Kriškovića i Antonije rođ. Giordano. Pravo je studirao u Berlinu i Beču. Za to vrijeme proputovao je čitavu Europu naučivši engleski i španjolski. Studij u inozemstvu bio je presudan u njegovoj demokratskoj orijentaciji i pretvorio ga je u intelektualca širokih interesa i bogate opće kulture, a opet vrlo stručna u svojoj profesiji. Svojom svestranošću i gotovo enciklopedijskim znanjem zapeo je za oko i svojim profesorima, pa mu je nakon diplome ponuđeno mjesto docenta na Katedri državnog prava Bečkog sveučilišta. Međutim, Krišković se na toj ponudi zahvalio. Izabrao je 1892. vratiti se u rodni Senj i zaposliti se na ne toliko atraktivnu mjestu blagajnika Okružne blagajne za potporu bolesnika. Njemu je bilo važno da se nakon mnogo godina provedenih u tuđini vrati u domovinu. Godine 1895. doktorirao je na Pravnom fakultetu u Zagrebu. Uskoro je uslijedila još jedna zanimljiva ponuda: grof Karlo Khuen-Hedervary ponudio mu je službeničko mjesto u Zemaljskoj vladi, iako je Krišković bio uvjereni starčevićanac. Prihvatio je, uz uvjet da smije raditi samo po zakonima i svojoj savjesti. Ban je zaista održao riječ i nije na njega vršio nikakav politički pritisak. Hedervary je također bio impresioniran Kriškovićevom učenošću i stručnošću na polju uprave, pa ga je zaposlio u Personalnom odjelu Predsjedništva Zemaljske vlade gdje je s njim bio u stalnom kontaktu.
Kriškovićeva prava želja, međutim, bila je da predaje pravo, stoga je ubrzo prešao na Pravni fakultet gdje je 9. lipnja 1900. održao nastupno predavanje Viši nadzor nad upravom. Ujesen iste godine preuzeo je Katedru upravnog prava te objavio i udžbenik Uprava i sudstvo.

## Aktivnosti za Prvog svjetskog rata
Godine 1913. izabran je za saborskog zastupnika za kotar Gospić na listi Hrvatske ujedinjene samostalne stranke. 1915. i 1916., ljetujući u Švicarskoj, imao je kontakte s predstavnicima Jugoslavenskog odbora. Pokušavao je utjecati na njih kako bi hrvatska ideja ipak pobijedila južnoslavensku. 29. lipnja 1917., za banovanja Antuna pl. Mihalovića, imenovan je podbanom i odjelnim predstojnikom za unutarnje poslove. Jedini uvjet prilikom imenovanja bio je povratak na staro radno mjesto - katedru Prava u Zagrebu, jer mu je obitelj u Senju bila slabijeg imovinskog stanja. Kao podban, kako je kasnije napisao u autobiografiji, bio je "poslije Mažuranića jedini pučanin političar Hrvat što je imao pristup k carskom dvoru". Naime, neumorno radeći na ojačavanju državnopravnog položaja Hrvatske unutar Monarhije, uspio je privoliti ugarsko-hrvatskog premijera Istvána Tiszu, a, posredno, i posljednjega habsburškog vladara Karla da u svojoj inauguralnoj prisezi kao ugarsko-hrvatski kralj, na Silvestrovo 1916. u Budimpešti, zajamči teritorijalnu cjelovitost Hrvatske, Slavonije i Dalmacije. Zbog toga car i kralj nije mogao prisegnuti na austrijski ustav - 20. svibnja 1917., u prisezi Carevinskom vijeću u Beču, nije mogao spomenuti inače dogovoreni tekst prisege u kojem stoji da je Dalmacija austrijska krunska zemlja. Nadalje, Krišković je pregovarao s carem i kraljem Karlom o stvarnom ujedinjenju hrvatskih zemalja, uključujući i Bosnu i Herecegovinu. Unatoč carevoj sklonosti, pokazalo se da su pojedini političari iz Dalmacije i Bosne i Hercegovine tome bili izrazito neskloni; štoviše, neki su predlagali da se Hrvatska i Dalmacija pripoje Bosni.
1915. izašao je novi službeni grb Austro-Ugarske, koji se sastojao od grbova austrijske i ugarske polovice države. Kako nigdje nije bilo hrvatskih obilježja, što je bila povrjeda hrvatsko-ugarske nagodbe, ban, vlada i Sabor, na Kriškovićevu intervenciju, ogorčeno su reagirali i zatražili izmjenu. Tome je odmah udovoljeno, pa se tako grb Austro-Ugarske sastojao od znamenja tri države: Austrije, Ugarske i Hrvatske.
Bio je aktivan i u drugim pitanjima; potaknuo je osnivanje Medicinskog fakulteta u Zagrebu, zalagao se za elektrifikaciju Like i Gorskog kotara te gradnju hidroelektrane na Gackoj. Kao podban osnovao je Odjel za narodno gospodarstvo pri Hrvatsko-slavonsko-dalmatinskoj zemaljskoj vladi, iako gospodarstvo po hrvatsko-ugarskoj nagodbi nije bilo u nadležnosti Hrvatske, nego zajedničko. Unatoč tome, ispravno uvidjevši da bez gospodarske samostalnosti nema napretka, odlučio je 'na mala vrata' početi s kreiranjem nacionalne gospodarske politike. Osobitu pozornost posvećivao je socijalnoj politici u razdoblju Prvog svjetskog rata. Smatrao je da Monarhija neće uspjeti dobiti rat, ali nije vjerovao da će doći i do njezina raspada jer se nadao da će sile pobjednice nastojati očuvati veliku srednjoeuropsku državu zbog ravnoteže snaga između Rusije i Njemačke.
Sudjelovao je u organizaciji dolaska gladne djece iz Bosne, Hercegovine i Dalmacije na prehranu u Slavoniju. Jednom, a ponekad i dvaput mjesečno odlazio je u Baden na refereriranje caru i kralju Karlu, što je bio presedan. Zbog njegovih prohrvatskih stavova i želje za ostankom Hrvatske u Monarhiji pao je u nemilost bana Mihalovića i Svetozara Pribićevića, zagovornika sjedinjenja sa Srbijom. U kolovozu 1918. Aurel Rauer i Krišković su podnijeli ostavke, a u potpunosti je izigrano obećanje dano Kriškoviću o njegovom povratku na staro radno mjesto, Pravni fakultet.

## Prva Jugoslavija
Nakon raspada države, Krišković se povlači iz političkog života. Regent Aleksandar mu je ponudio suradnju, ali Krišković je to odbio. Bio je protivnik ideje južnoslavenske države, jer je smatrao da Hrvati pripadaju zapadnom, a Srbi bizantsko-pravoslavnom kulturnom krugu i da je zajednička država neprirodno rješenje. Vratio se na Fakultet i umirovio 1926. Nakon toga se posvetio prijevodu Shakespearovih djela na hrvatski te ih je preveo 24. Bio je izabran
za člana londonskog Royal Shakespearean Societyja. Osjećajući približavanje rata i ispravno predviđajući njegovu narav, od 1939. prebacuje svoju imovinu i pogotovo knjige u Švicarsku, gdje sve češće boravi.

## Krišković u NDH i nakon Drugog svj. rata
Prema izvješću švicarskoga konzulata u Zagrebu, kojemu je na čelu bio Friedrich Kaestli, Pavelić je nakon povratka u domovinu Kriškovića imenovao prvim osobnim savjetnikom, iako je znao da je ovaj uvjereni liberal, demokrat i anglofil. Pored sudjelovanja u radu saborskih odbora i u pripremi Hrvatskoga građanskog zakonika, Krišković je odigrao i nezanemarivu ulogu u diplomatskim naporima koji su išli za time da Švicarska Konfederacija prizna NDH. Kao zastupnik u Hrvatskome državnom saboru, Krišković je s više kolega zastupnika te s predsjednikom Sabora Markom Došenom predao Paveliću memorandum kojim se zahtijevala reforma državne politike i uvođenje reda i zakonitosti. U istom su memorandumu problematizirana i neka vanjskopolitička pitanja, napose pitanje hrvatskog odnosa prema Italiji.  Iako je stalno bio kritičan prema ustaškom pokretu, Krišković je i tijekom rata i nakon njega izražavao uvjerenje da je taj pokret jedina organizirana vojna sila koja je kadra suprotstaviti se obnovi Jugoslavije i uspostavi komunističkog režima. U skladu s time je tijekom svojih višekratnih boravaka u Švicarskoj pokušavao u suradnji s Josipom Milkovićem, i očito uz Pavelićev blagoslov, utemeljiti izbjeglički Hrvatski komitet, kako bi pokušao spasiti hrvatsku državu. U ožujku 1944.Krišković odlazi u Švicarsku s hrvatskom diplomatskom putovnicom, kao suradnik Stalnoga trgovinskog izaslanstva NDH kojemu je sjedište bilo u Zürichu. U Švicarskoj provodi ostatak života. Umro je u Zürichu, 6. studenoga 1952. godine, gdje je i pokopan.

## Ostavština
U svojoj oporuci od 22. listopada 1952. zaželio je da se ostatak novca nakon njegove smrti uloži u zakladu "Stiftung Prof. Krišković", čija je svrha "potpora izbjeglica iz Hrvatske, Slavonije, Dalmacije i Bosne u Švicarskoj". Zaklada je utemeljena 9. svibnja 1953. s glavnicom od 38.802,65 švicarskih franaka. Prema statutu izbjeglice su mogle dobivati potporu samo od kamata, a glavnica je ostajala nedirnuta. U proljeće 1992. Zaklada je ugašena, a glavnica se uporabila za potporu "izbjeglica iz bivše Jugoslavije".
Krišković je bio osoba široke kulture i školovanosti. Preveo je niz Shakespeareovih drama (izravno s engleskoga jezika) te djelovao kao promicatelj stranih književnosti, posebice britanske književnosti na engleskom jeziku. Nekoliko prvih ozbiljnijih i zapaženih studija s ciljem prikaza i interpretacije Kriškovićeva anglističkog rada objavila je u devedesetim godinama prošloga stoljeća književna komparatistica Helena Peričić koja je jedno od poglavlja u svojoj disertaciji Posrednici engleske književnosti u hrvatskoj književnoj kritici u razdoblju od 1914. do 1941. godine (obranjenoj 1997.) posvetila upravo dotad u nas posve zanemarenom i prešućenom kulturnom djelatniku Vinku Kriškoviću.

## Krišković o hrvatskoj politici
| „ | A u nagodbeno doba Hrvati u bivšoj Banovini bježali su od vlasti kao od nečastivoga, kratili se preuzeti odgovornost za svaku političku djelatnost, kojom bi i vlast dobili, da ne bi izgubili časovite časti i ugleda u svoga neuka i fanatizirana naroda, koji je svejednako vapio: 'Naše pravice! Naše pravice!', a da nije znao, što to znači, i držao svakog domaćeg sina u vladi za nitkova, koji se prodao za zdjelu leće. Tako je nastao u javnom životu nerad i nemar za narodne kulturne i ekonomske potrebe sadašnjice, nastao je u politici pasivan otpor slobodnih živalja narodnih – politička taktika ubitačna za male narode, jer slabi snage naroda, a pojačava vlast silnika. U Banovini su državni poslovi bili razdijeljeni u zajedničke i autonomne. Na prve su Hrvati, uz daleko snažniju vlast mađarsku, mogli slabo utjecati, a u drugima su sami svojim pasivnim otporom gubili i ono vlasti, što su je mogli steći za probitak svoje zemlje. (...) Takva je bila rabota naše inteligencije na javnom polju, kada joj je poslije feudalne i policijske vladavine bila predana uprava zemlje. Tu valja reći gorku, vrlo gorku riječ, da je u malo koga kulturnog naroda inteligencija u političkom poslu bila tako jalova kao hrvatska – rugavet stranoga političkog i diplomatskog svijeta, da je Roosevelt htio Hrvate poput kolonijalnih naroda predati Ujedinjenim Narodima na staranje. U Banovini nagodbenog doba vodila je (hrvatska inteligencija, nap. D.D.) čisti domaći ideologijski rat bez vidnih praktičnih posljedaka. Povjesničari svejednako iz arhiva i zaprašenih listina iznosili su na svijet zastarjele zakonske članke stališa i redova. Onda bi se zapodjela na dugo i široko rasprava o njihovu smislu valjanosti za sadašnjicu. Filolozi određivali političke programe, a odvjetnici i novinari inatili se bez kraja i konca, koja je politička stranka poštenija i koji će političar narodu donijeti spas. Ali političare nisu prosuđivali po uspjesima, stečenim u njihovu javnom radu, nego po žilavosti i žestini njihove borbe, kao što su Rimljani gledali gladijatore i moderniji vijek gleda cirkuske akrobate. | ” |
|   | |   |

## Djela
Objavljivao je i pod pseudonimom par Junius ili Junius.
- Uprava i sudstvo (1900.)
- Upravna nauka i hrvatskougarsko upravno pravo (1912.)
- Pisma Juniusova. Crta iz engleske ustavne povjesti, Zagreb, 1917.
- A qui la Dalmatie?, Split, 1919.
- Anglia Docet, Zagreb, 1922.
- Širom svijeta gledano i vidjeno, Zagreb, 1924.
- Hrvatsko pravo kućnih zadruga (1925.)
- Dokle smo došli (1925.)
- U poratnoj Evropi (19--)
- Socijalna drama Shakespearova (1933.)
- Dioniz i Izida (1934.)
- Parodija? Travestija? (1934.)
- Kad mladost jezdi ludost uzde vodi: ("Kako vam drago"), Zagreb, 1934.
- Nordijski misterij: ("Hamlet"), Zagreb, 1934.
- Nordijski mit: ("Macbeth"), Zagreb, 1934.
- Po milosti božjoj (1935.)
- Sjen osvetnik (1935.)
- Vijenac vrlini ženskoj (1935.)
- Gospodski moral (1935.)
- I Eshil i Aristofan (1935.)
- Shakespearov zavještaj (1936.)
- Jedan vijek političkih ideja vodilja (1936.)
- Bič božji (Richard III), Zagreb, 1937.
- Moderni engleski eseji, Zagreb, 1937. (prijevod i uvod, autori: Lytton Strachey ... [et al.])[6]
- U poratnoj Evropi, Zagreb, [1937?].
- U svijetu paradoksa I. i II., Zagreb, (1937. i 1938.)
- Giocondin posmijeh i druge pripovijesti (1938.) (prijevod, autor: Aldous Huxley)[7]
- Rat ideologija, Zagreb, 1938. (Poseban otisak, Hrvatsko kolo za godinu 1938.)[8]
- Nakon svršena boja, Zagreb, [1939.] (Poseban otisak, Hrvatsko kolo za godinu 1939.)[9]
- Svjetska kolonijska politika, Zagreb, 1939.
- Maslina i drugi eseji (1939., 2002.) (prijevod, autor: Aldous Huxley)[7]
- Ratni ciljevi Antante (1939.)
- Na izmaku ove naše demokracije, Zagreb, 1940.
- U povodu ovog rata (1940.)
- Posljednji eseji, Madrid, 1955.
- Izabrani politički eseji, Zagreb, 2003. (ur. Dubravko Jelčić)
- Izabrani književni i politički eseji, Zagreb, 2003. (ur. Dubravko Jelčić)
- Shakespeare, Zagreb, 2017. (ur. Tomislav Brlek)